# Haute Loue
La Haute Loue (Loa Nauta en occitan) (ou le Coulon) est une rivière française du département de la Dordogne, affluent rive gauche de la Loue et sous-affluent de l’Isle.

## Géographie
Elle prend sa source vers 350 mètres d'altitude sur la commune de Payzac, à l'est du château de la Juvénie, six kilomètres au nord du bourg, à quelques centaines de mètres du département de la Haute-Vienne.
Partagé entre les communes d'Angoisse et de Payzac, l'étang de Rouffiac (ou lac de Rouffiac en Périgord) où est implantée une base de loisirs est formé par une retenue de barrage où convergent la Haute-Loue ainsi que son affluent la Ganne.
La Haute Loue rejoint la Loue à près de 190 mètres d'altitude, en limite des communes de Lanouaille et Saint-Médard-d'Excideuil, près du lieu-dit Gandumas, quatre kilomètres au sud-ouest du bourg de Lanouaille.
Sa longueur est de 18,6 km.

## Affluents
Même si le SANDRE ne répertorie aucun affluent pour la Haute Loue, le Géoportail IGN en montre plusieurs dont la Ganne qui conflue en rive droite de la Haute Loue dans la retenue de l'étang de Rouffiac.

## Écologie
La vallée de la Haute Loue dans son intégralité, les rives de l'étang de Rouffiac et en amont de ce dernier, les vallées du Coulon et de la Ganne, font partie d'une zone naturelle d'intérêt écologique, faunistique et floristique (ZNIEFF) de type 1 à dominante boisée,.

## Départements, Communes et Cantons traversés
À l'intérieur du département de la Dordogne, la Haute Loue arrose cinq communes réparties sur deux cantons :
- Dordogne
  - Canton de Lanouaille
    - Payzac (source)
    - Angoisse
    - Savignac-Lédrier
    - Lanouaille (confluence)

  - Canton d'Excideuil
    - Saint-Médard-d'Excideuil (confluence)

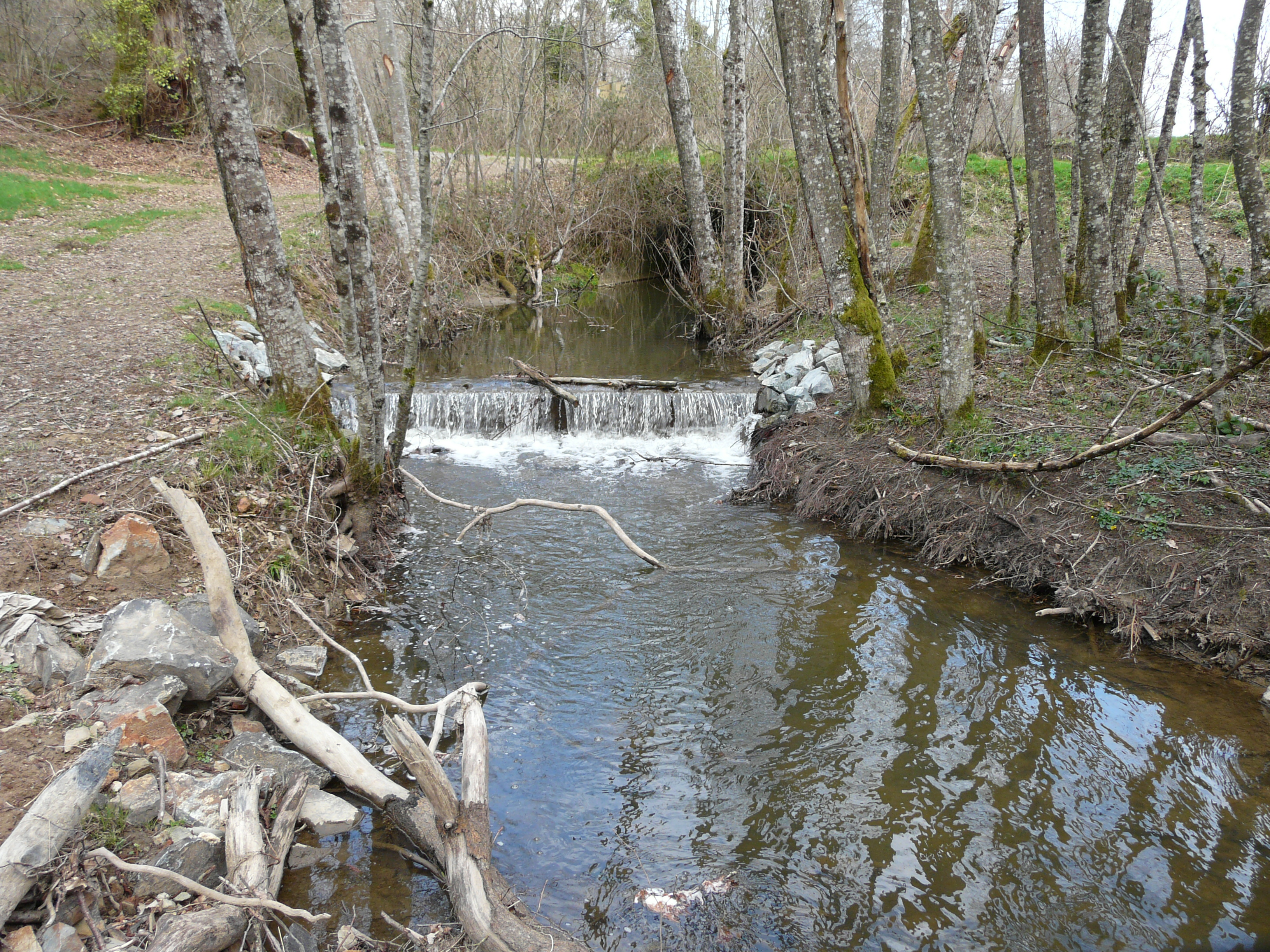
Le Coulon (branche-mère de la Haute Loue) en amont de l'étang de Rouffiac
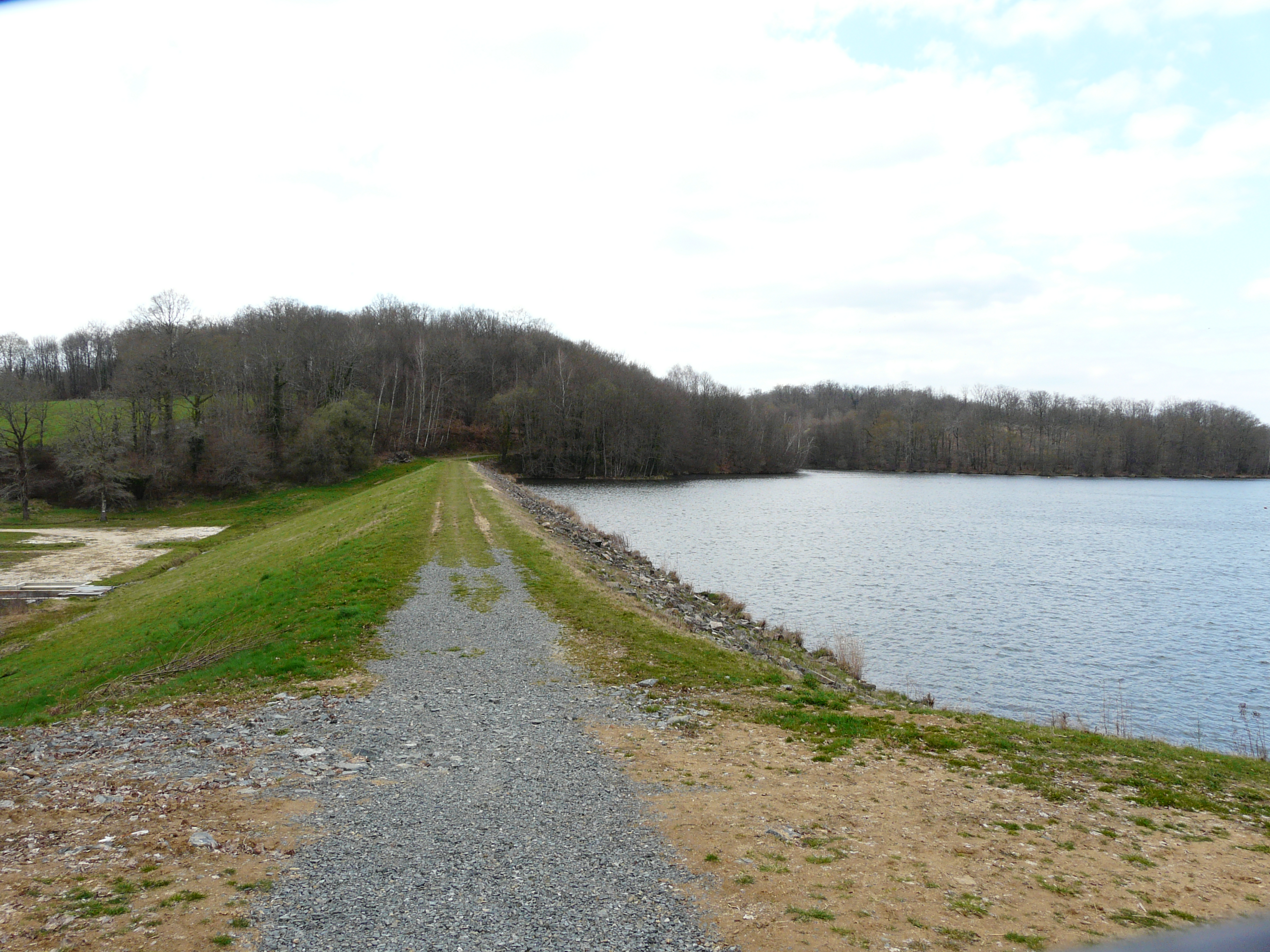
Le barrage de Rouffiac
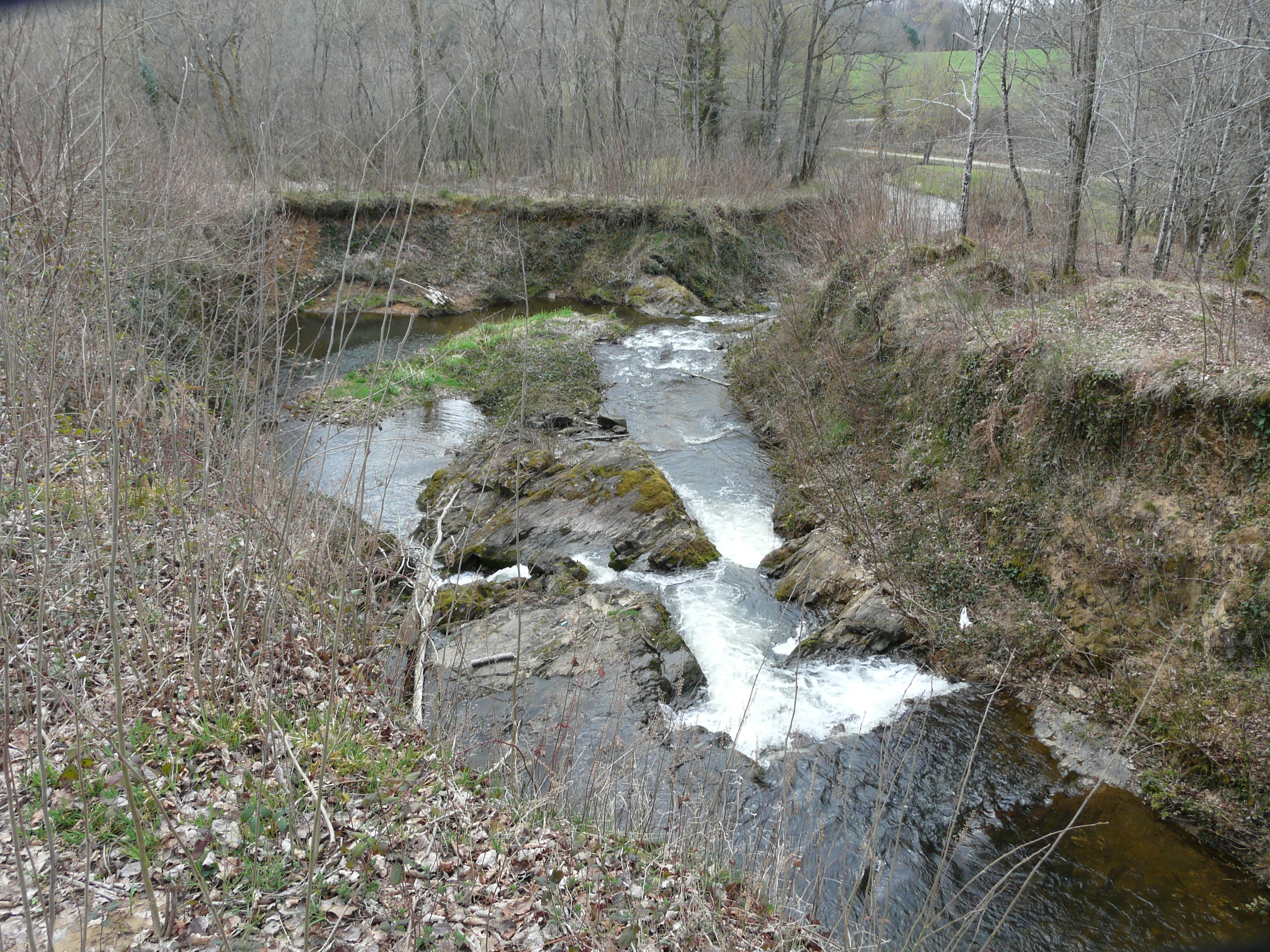
L'exutoire de l'étang de Rouffiac